# Porond Ifjú Csillaga díj
A Porond Ifjú Csillaga díj a fiatal magyar artistaművészek szakmai tudásának értékelésére adományozható kitüntetés.

## Története
A díjat 1991 óta a Hortobágyi Károly-díjhoz hasonlóan március 15-én ítéli oda évente egy hét tagú kuratórium. A rézből készített nevető bohóc formájú műalkotás mellé 50 000 forint pénzjutalom jár. A díj Feldman László alkotása.

## Díjazottak
- 1993 – 4 Ócsai: ifj. Ócsai Gábor, Ócsainé Leiner Erzsébet, Tóth László, Tóthné Ócsai Erzsébet
- 1994 – Duo Mazoti: Kőműves Tibor, Teszák Mariann
- 1995 – Nagy Éva
- 1996 – Sallai Tibor
- 1997 – Axt Elisabeth
- 1998 – Duo Deltai: Deltai István, Széphelyi Ildikó
- 1999 – ifj. Nagy Lajos
- 2000 – Sallai Junior akrobatacsoport
- 2001 – Warrior Princess: Schneller Szilvia, Kovács Kriszta
- 2002 – Eötvös Eleonóra
- 2003 – Ramwells (Maszlovics Károly)
- 2004 – Váradi-Weisz Éva[1]
- 2005 – Trio James: Molnár Csaba, Halmanyi Zsolt, Szots Gergő
- 2006 – Russnák Norbert és Markocsány Loránt
- 2007 – Szokolai Gábor, Szokolainé Ócsai Brigitta
- 2008 – Picard Andrea[2]
- 2009 – Földváry Balázs
- 2010 – Hajnóczy Soma[3] és Halasi Márk[4]
- 2011 – Duo Viro: Galovecz Vivien, Szabó Róbert
- 2012 – Donnert Katalin[5]
- 2013 – Zsilák Olivér és a Quinterion csoport: Hajagos Enikő, Bagdi Gergely, Kiss Richárd, Szőts Zoltán[6]
- 2014 – Nagy Ferenc és Petruska Váradi Nándor
- 2015 – Trio Bokafi: Boros Gábor
- 2016 – Biritz Ákos
- 2017 – Dittmár Laido[7]
- 2018 – Ádám Krisztián[8]
- 2019 – Veress Zsanett
- 2020 – Richter Kevin[9]
- 2021 – Vellai Krisztina
- 2022 – Rusnák Regina
- 2023 – Grandpierre Gabriel
- 2024 – Fülemen Tamás
- 2025 – ifj. Ádám Henrik[10]